# Temporada 2017-2018 de la UE Figueres
La sisena temporada consecutiva a Tercera Divisió de la nova etapa de la Unió Esportiva Figueres va arrencar el 17 de juliol de 2017, amb l'inici de la pretemporada.
Durant l'estiu, l'equip havia canviat dos terços de la plantilla, amb 14 baixes (destaca la del capità, Pedro del Campo, que va fitxar per la UE Olot de la Segona Divisió B), realitzant tan sols 7 renovacions, fitxant fins a 7 jugadors i pujant 2 juvenils al primer equip (Pep Chavarría i Joel Vilalta). Èric Torres va esdevenir el darrer jugador incorporat al club el 2017, el 20 d'octubre, i Marc Bonaventura va ser repescat el de gener de 2018.
La temporada de la Unió va ser discreta, acabant amb 53 punts, en 10è lloc a la taula classificatòria. La temporada va estar marcada per la marxa de l'entrenador Chicho Pèlach al CF Peralada-Girona B el gener de 2018, deixant l'equip a càrrec de l'entrenador José Luis de los Reyes Gordillo i els seus ajudants, Aitor Yeto i Damià Abella. A l'abril, el president José Antonio Revilla va anunciar que deixaria la Unió a finals de temporada, després d'onze anys al club, els sis darrers com a president.
L'últim partit de la temporada, el 22 de maig de 2018, va ser un amistós al Municipal de Vilatenim contra el Girona FC de la Primera Divisió, que inicià els actes del Centenari del club. Els gironins van guanyar per 0 gols a 6.

## Fets destacats
2017
- 29 de juliol: el Figueres cau derrotat 0-1 a casa contra CE Sabadell FC (de la Segona Divisió B) en la 1a ronda de la Copa Catalunya.[8]
- 20 d'agost: primera jornada de lliga, en la qual el Figueres perd per 1-0 al camp de la UA Horta.[9]

2018
- 3 de gener: l'entrenador Chicho Pèlach es desvincula del club, per fitxar pel CF Peralada-Girona B, de la Segona Divisió B.[10]
- 8 de febrer: José Luis de Los Reyes Gordillo substitueix Chicho com a entrenador del primer equip pel que resta de temporada.[11]
- 13 de maig: última jornada de lliga, en la qual el Figueres perd per 0 gols a 2 al camp de la UE Sant Andreu.[12] L'equip acaba 10è i continua una temporada més a Tercera Divisió.
- 22 de maig: amistós al Municipal de Vilatenim contra el Girona FC de la Primera Divisió, que inicià els actes del Centenari del club. Els gironins van guanyar per 0 gols a 6.[6][7]

## Plantilla
| Núm. | Pos. |                 | Jugador                                 | Procedència            | Temporada |
| ---- | ---- | --------------- | --------------------------------------- | ---------------------- | --------- |
|      | POR  | Catalunya       | Martí Bartrina Busquets (Bartrina)      | CE Farners             | 2016-2017 |
|      | POR  | Catalunya       | David Aroca Cuatrecasas (Aroca)         | AEC Manlleu            | 2017-2018 |
|      | POR  | Catalunya       | Aleix Díaz Pujadas (Díaz)               | juvenil                | 2017-2018 |
|      | DEF  | Catalunya       | Antoni Cunill Pérez (Cunill)            | Palamós CF             | 2014-2015 |
|      | DEF  | Catalunya       | Sergi Romero Moreno (Romero)            | CF Peralada            | 2015-2016 |
|      | DEF  | Catalunya       | Ot Bofill Cabanas (Bofill)              | AEC Manlleu            | 2017-2018 |
|      | DEF  | Catalunya       | Albert Canal Bartrina (Canal)           | AEC Manlleu            | 2017-2018 |
|      | DEF  | Catalunya       | Carles Puig Casanovas (Puig)            | Girona FC juvenil      | 2017-2018 |
|      | DEF  | Catalunya       | David Payan Castillo (Payan)            | CF Muntanyesa          | 2017-2018 |
|      | DEF  | Catalunya       | Joel Vilalta Vega (Vilalta)             | juvenil                | 2017-2018 |
|      | DEF  | Catalunya       | Jordi Hostench Casanova (Hostench)      | CE L'Hospitalet        | 2017-2018 |
|      | MIG  | Catalunya       | Ferran Grau Suñé (Grau)                 | UE Olot                | 2011-2012 |
|      | MIG  | Catalunya       | Ricard Mercader Frigola (Mercader)      | Palamós CF             | 2014-2015 |
|      | MIG  | Catalunya       | Miquel Molist Solvas (Molist)           | AEC Manlleu            | 2016-2017 |
|      | MIG  | Catalunya       | Josep Maria Chavarría Pérez (Chavarría) | juvenil                | 2017-2018 |
|      | MIG  | Catalunya       | Pere Espuña Sánchez (Espuña)            | UE Llagostera B        | 2017-2018 |
|      | MIG  | Catalunya       | Èric Torres Rodríguez (Torres)          | Girona FC juvenil      | 2017-2018 |
|      | DAV  | Catalunya       | Xavier Ferrón Palau (Ferrón)            | CF Peralada            | 2016-2017 |
|      | DAV  | Catalunya       | Aleix Feixas Fàbrega (Feixas)           | UE La Jonquera         | 2017-2018 |
|      | DAV  | Catalunya       | Gil Muntadas Camprubí (Muntadas)        | CF La Pobla de Mafumet | 2017-2018 |
|      | DAV  | Catalunya       | Joan Pons Barrera (Pons)                | UE La Jonquera         | 2017-2018 |
|      | DAV  | Regió de Múrcia | Daniel Gómez López (Gómez)              | Recambios Colón CD     | 2017-2018 |
|      | DAV  | Catalunya       | Èric Pimentel López (Pimentel)          | Girona FC B            | 2017-2018 |

Llegenda:  ·   Capità  ·   Juvenil  ·   Lesionat  ·   Altes  ·   Passaport europeu  ·   Extracomunitari  ·   Extracomunitari sense restricció
Altres jugadors utilitzats en partits amistosos i a la lliga: Arnau Curiel Mercader (juvenil), Aleix Caball Canet (juvenil), Pere Compte Rosell (juvenil), Ivan Medinilla Gómez (juvenil), Marc Carreras López (juvenil), Eduard Pons Puntí (juvenil), Gerard Davesa Turró (juvenil), Ángel Hernández Borrat (juvenil), Pau Aguiló López (juvenil), Gerard Pinsach Gelabert (juvenil), Pau Castell Mitjanas (juvenil), Víctor Valverde da Silva (juvenil, va disputar minuts amb el primer equip a Tercera divisió), José María 'Chema' Zamora Ballabriga (A.D. Sabiñánigo)
| Baixes                            | Destinació                        |
| Pedro del Campo González          | UE Olot                           |
| Sebastián Andrés Setti Wasilewski | SD Amorebieta                     |
| Mohamed Chabboura Houh            | UE Llagostera                     |
| Marc Bonaventura Vallmajor        | Palamós CF repescat mercat hivern |
| Albert Genís Rigall               | UE La Jonquera                    |
| Ramon Masó Vallmajó               | UE La Jonquera                    |
| Xavier Revert Peris               | UE La Jonquera                    |
| Adrià Casanova Clusells           | CD Banyoles                       |
| Joaquim Rodríguez Vicens          | CD Banyoles                       |
| Roger Torquemada Rodríguez        | CD Banyoles                       |
| Pau Valeros Rovira                | CD Banyoles                       |
| Ian Vila Reyes                    | CD Banyoles (cedit)               |
| Cristian Venzal Moreno            | Girona FC C                       |
| Santiago Varese Nafa              | FC Martinenc                      |
| Xavier Gallego Llauró             | FC L'Escala                       |

## Resultats
| Amistosos |

| 26 juliol 2017 | UE Llagostera                      | 3 – 0              | UE Figueres | L'Estartit                                                                                    |  |
| 20:00          | Ramírez 8' · Viale 25' · Pablo 63' | Empordà L'Esportiu |             | Municipal de l'Estartit · Daniel López Morente · Antoni López Madern · Jairo Zambano Acosta · |  |

| 4 agost 2017 | UE Figueres | 0 – 2                      | UE Olot                | Figueres |  |
| 20:30        |             | L'Esportiu Mundo Deportivo | 62' Toril · 68' Guzmán | Municipal de Vilatenim · ? espectadors · David Garcia Rosel · Alex Alarcón Da Rocha Sousa · Juan Manuel García Gómez · |  |

| 6 agost 2017 | UE Figueres                          | 3 – 0                      | UE Vic | Figueres |  |
| 20:00        | Gómez 2' · Davesa 49' · Pimentel 68' | L'Esportiu Mundo Deportivo |        | Municipal de Vilatenim · ? espectadors · David Garcia Rosel · Gerard Nierga Gelabert · Albert Cortés Portell · |  |

| 8 agost 2017                                           | UE Olot              | 0 – 0 (pp.)                | UE Figueres         | Banyoles                                                         |                     |
| 21:00 [Partit de 45 minuts] XLVIII Torneig de l'Estany |                      | L'Esportiu Mundo Deportivo |                     | Nou Municipal de Banyoles · 200 espectadors · Oriol Jarit Mesa · |                     |
|                                                        |                      | Tanda de penals            |                     |                                                                  |                     |
| del Campo · H. Simón                                   | del Campo · H. Simón | 2 – 0                      | Mercader · Muntadas | Mercader · Muntadas                                              | Mercader · Muntadas |

| 8 agost 2017                                           | CE Banyoles | 1 – 1 (pp.)                | UE Figueres               | Banyoles                                                                 |                           |
| 22:00 [Partit de 45 minuts] XLVIII Torneig de l'Estany | Massó 20'   | L'Esportiu Mundo Deportivo | 22' Pimentel              | Nou Municipal de Banyoles · 200 espectadors · José Antonio Berjaga Ruz · |                           |
|                                                        |             | Tanda de penals            |                           |                                                                          |                           |
| ? · ?                                                  | ? · ?       | 1 – 3                      | Gómez · Romero · Pimentel | Gómez · Romero · Pimentel                                                | Gómez · Romero · Pimentel |

| 10 agost 2017 | CF Peralada - Girona B | 1 – 1                      | UE Figueres | Peralada |  |
| 19:30         | J. Sánchez 82' (p.)    | L'Esportiu Mundo Deportivo | 79' Feixas  | Municipal de Peralada · 450 espectadors · Óscar Sauleda Torrent · Sergi López Freixa · David Caro Gallardo · |  |

| 12 agost 2017 | CE Farners                           | 3 – 1                      | UE Figueres | Santa Coloma de Farners                                                                                                |  |
| 19:00         | C. Gómez 44' · Sola 50' · Malang 78' | L'Esportiu Mundo Deportivo | 52' Gómez   | Municipal de Santa Coloma de Farners · ? espectadors · Albert Cortés Portell · Efraín Molina López · Pol Arenas Mora · |  |

| 7 desembre 2017 | UE Figueres                                                                  | 5 – 2     | UE Llagostera B       | Figueres                                           |  |
| 18:30           | Feixas 32' · Muntadas 49' · Chavarría 74' · Pimentel 78' (p.) · Valverde 87' | L'Empordà | 50' Alexis · 56' Eloi | Municipal de Vilatenim · Albert Cortés Portellas · |  |

| 22 maig 2018                                              | UE Figueres | 0 – 6                      | Girona FC | Figueres                                                          |  |
| 20:30 Amistós del Centenari de la Unió Esportiva Figueres | Aroca 46' (Díaz ) Compte 76' (Caball ), Canal 46' (Davesa ), Romero 85' (Edu Pons ), Chavarría 46' (Hostench ) Ferrón 46' (Muntadas ), Grau 46' (Torres ), Molist 85' (Medinilla ), Mercader 69' (Valverde ) Bonaventura 46' (Pimentel ), Feixas 46' (Joan Pons ) | L'Esportiu Mundo Deportivo | 16' Michael Olunga · 33' Choco Lozano · 57' 70' 82' Kevin Soni · 80' Aday Benítez Gorka Iraizoz · Pedro Porro, Pedro Alcalá 69' (Juanpe ), Marc Muniesa, Carles Planas 69' (Aday Benítez ) · Aleix Garcia 46' (Pere Pons ), Eloi Amagat 58' (Àlex Granell ), Douglas Luiz, David Timor 46' (Bernardo Espinosa ) · Choco Lozano 69' (Portu ), Michael Olunga 46' (Kevin Soni ) | Municipal de Vilatenim · 3.000 espectadors · David Garcia Rosel · |  |

| Copa Catalunya |

| 29 juliol 2017 | UE Figueres | 0 – 1                               | CE Sabadell FC | Figueres |  |
| 20:30 1a ronda |             | Mundo Deportivo L'Esportiu Acta FCF | 15' Villaverde | Municipal de Vilatenim · 450 espectadors · Alejandro Fernández Pérez · Marcos Fernández Quintero · Guillem Juangran Muela · |  |

| Tercera Divisió-Grup 5 |

| 20 agost 2017   | UA Horta  | 1 – 0                               | UE Figueres | Barcelona |  |
| 19:00 Jornada 1 | Lledó 33' | Mundo Deportivo L'Esportiu Acta FCF |             | Municipal d'Horta Feliu i Codina · 400 espectadors · Víctor Manuel Sánchez Rico · Xavier Ariño Jiménez · Sergi López Massana · |  |

| 27 agost 2017   | UE Figueres             | 2 – 0                               | Palamós CF | Figueres |  |
| 18:30 Jornada 2 | Muntadas 56' · Puig 89' | Mundo Deportivo L'Esportiu Acta FCF |            | Municipal de Vilatenim · 600 espectadors · Óscar Carballo Vázquez · Ainara Acevedo Dudley · Xavier Calvo Arandes · |  |

| 3 setembre 2017 | FC Vilafranca | 0 – 1                               | UE Figueres  | Vilafranca del Penedès |  |
| 19:00 Jornada 3 |               | Mundo Deportivo L'Esportiu Acta FCF | 44' Muntadas | Municipal d'Esports de Vilafranca · 350 espectadors · José Emilio Sánchez Aparicio · Antoni Espadas Navarro · Salvador Lozano Rico · |  |

| 9 setembre 2017 | UE Figueres                           | 3 – 0                               | UE Vilassar de Mar | Figueres |  |
| 18:30 Jornada 4 | Pimentel 20' · Gómez 43' · Ferrón 87' | Mundo Deportivo L'Esportiu Acta FCF |                    | Municipal de Vilatenim · 300 espectadors · Pau Garcia Fuster · Guillem Parera Gaspar · Alberto Hernández Ortiz · |  |

| 13 setembre 2017 | Cerdanyola del Vallès FC | 2 – 1                               | UE Figueres | Cerdanyola del Vallès                                                                                                 |  |
| 20:30 Jornada 5  | Aliaga 36' 42'           | Mundo Deportivo L'Esportiu Acta FCF | Cunill 38'  | Municipal de les Fontetes · 125 espectadors · Salvador Morros Monge · German Carrasco Baca · Albert Garcia Bernabeu · |  |

| 17 setembre 2017 | UE Figueres     | 1 – 3                               | Terrassa FC                            | Figueres |  |
| 16:30 Jornada 6  | Ferrón 25' (p.) | Mundo Deportivo L'Esportiu Acta FCF | 8' D. López · 36' R. Torres · 89' Toro | Municipal de Vilatenim · 350 espectadors · Alejandro Carrillo Vílchez · Abdelaziz Ajdirlanti · Alejandro Aguayo Prieto · |  |

| 24 setembre 2017 | CF Gavà | 0 – 4                               | UE Figueres                             | Gavà |  |
| 12:00 Jornada 7  |         | Mundo Deportivo L'Esportiu Acta FCF | 8' 73' Mercader · 22' Puig · 26' Ferrón | Estadi Municipal la Bòbila · 150 espectadors · Carlos Albelda Bárcena · Rubén Serra Sanz · Marcos López Jiménez · |  |

| 30 setembre 2017 | UE Figueres | 1 – 2                               | CE Europa                 | Figueres                                                                                                   |  |
| 20:30 Jornada 8  | Ferrón 55'  | Mundo Deportivo L'Esportiu Acta FCF | 70' Navarro · 89' Jiménez | Municipal de Vilatenim · 350 espectadors · Rubén Mancera Antón · David Caro Gallardo · David Cano Martín · |  |

| 8 octubre 2017  | AE Prat                                          | 4 – 0                               | UE Figueres | El Prat de Llobregat |  |
| 12:00 Jornada 9 | Cano 34' · Rosillo 54' · Padilla 68' · Poves 80' | Mundo Deportivo L'Esportiu Acta FCF |             | Complex Esportiu Municipal Sagnier · 400 espectadors · Carlos Ferrero Mansilla · David Barón Ajenjo · Xavier Codina Casanovas · |  |

| 15 octubre 2017  | UE Figueres | 0 – 3                               | CE L'Hospitalet                          | Figueres |  |
| 16:30 Jornada 10 |             | Mundo Deportivo L'Esportiu Acta FCF | 52' Canario · 74' Losada · 89' Ó. García | Municipal de Vilatenim · 500 espectadors · Vicente Alexandre Muñoz Baquero · Sergio Álvarez Ubric · Nil Puig Engel · |  |

| 22 octubre 2017  | CF Reus Deportiu B | 0 – 3                               | UE Figueres                       | Reus |  |
| 17:00 Jornada 11 |                    | Mundo Deportivo L'Esportiu Acta FCF | 9' Mercader · 20' (p.) 41' Ferrón | Municipal de Reus · 150 espectadors · Alejandro Fernández Pérez · Alejandro Aguayo Prieto · Said Houms · |  |

| 28 octubre 2017  | UE Figueres | 0 – 1                               | UE Castelldefels | Figueres |  |
| 20:30 Jornada 12 |             | Mundo Deportivo L'Esportiu Acta FCF | 58' Aumatell     | Municipal de Vilatenim · 200 espectadors · Àlex Gómez Meneses · Alexandre Justo Miró · Ainara Andrea Acevedo Dudley · |  |

| 1 novembre 2017  | UE Figueres | 0 – 0                               | FC Santboià | Figueres |  |
| 17:00 Jornada 13 |             | Mundo Deportivo L'Esportiu Acta FCF |             | Municipal de Vilatenim · 250 espectadors · Enric Bureu Méndez · Mariona Peralta Geis · Sergio García Cobos · |  |

| 5 novembre 2017  | Santfeliuenc FC | 0 – 0                               | UE Figueres | Sant Feliu de Llobregat |  |
| 17:00 Jornada 14 |                 | Mundo Deportivo L'Esportiu Acta FCF |             | Nou Estadi Municipal de Les Grases · 250 espectadors · Yeray Fermosell Pérez · Petroslav Toshkov Petrov · Marc Boronat Llano · |  |

| 12 novembre 2017 | UE Figueres  | 1 – 2                               | CF Pobla de Mafumet   | Figueres |  |
| 16:30 Jornada 15 | Muntadas 24' | Mundo Deportivo L'Esportiu Acta FCF | 23' Prats · 64' Rayco | Municipal de Vilatenim · 350 espectadors · Héctor Robas Bondia · Javier Muntadas Escudero · Sergio Álvarez Ubric · |  |

| 18 novembre 2017 | RCD Espanyol B                        | 3 – 0                               | UE Figueres | Sant Adrià del Besòs |  |
| 18:00 Jornada 16 | Moha 12' · Pedrosa 22' · Lluís L. 38' | Mundo Deportivo L'Esportiu Acta FCF |             | Ciutat Esportiva Dani Jarque · 500 espectadors · Juan Antonio Navarro García · Adrià De la Fuente Domingo · Javier Crespo Díaz · |  |

| 26 novembre 2017 | UE Figueres                            | 3 – 0                               | FC Ascó | Figueres |  |
| 16:30 Jornada 17 | Muntadas 44' · Molist 81' · Ferrón 87' | Mundo Deportivo L'Esportiu Acta FCF |         | Municipal de Vilatenim · 400 espectadors · José Emilio Sánchez Aparicio · Germán Carrasco Baca · Daniel Muñoz Carod · |  |

| 3 desembre 2017  | EC Granollers | 0 – 3                               | UE Figueres                                 | Granollers |  |
| 12:00 Jornada 18 |               | Mundo Deportivo L'Esportiu Acta FCF | 53' Cunill · 57' (p.) Feixas · 79' Muntadas | Municipal Carrer Girona · 150 espectadors · Salvador Morros Monge · Alexandre Justo Miró · Carlos López Buendía · |  |

| 17 desembre 2017 | UE Figueres              | 2 – 3                               | UE Sant Andreu                        | Figueres |  |
| 12:00 Jornada 19 | Feixas 7' · Muntadas 59' | Mundo Deportivo L'Esportiu Acta FCF | 18' Josu R. · 87' Elhadji · 89' López | Municipal de Vilatenim · 400 espectadors · Raúl Calle Martínez · Jesús Martínez Navarro · Víctor Guerrero Garcia · |  |

| 7 gener 2018     | UE Figueres       | 1 – 2                               | UA Horta               | Figueres |  |
| 12:00 Jornada 20 | Arranz 10' (p.p.) | Mundo Deportivo L'Esportiu Acta FCF | 78' Arranz · 85' Lledó | Municipal de Vilatenim · 200 espectadors · Víctor Manuel Sánchez Rico · Salvador Lozano Rico · Joan Ponce Moreno · |  |

| 14 gener 2018    | Palamós CF | 0 – 1                               | UE Figueres  | Palamós |  |
| 12:00 Jornada 21 |            | Mundo Deportivo L'Esportiu Acta FCF | 81' Muntadas | Nou Estadi de Palamós · 400 espectadors · Àlex Gómez Meneses · Mariona Peralta Geis · David Barón Ajenjo · |  |

| 21 gener 2018    | UE Figueres | 1 – 3                               | FC Vilafranca                        | Figueres |  |
| 12:00 Jornada 22 | Ferrón 9'   | Mundo Deportivo L'Esportiu Acta FCF | 41' Oribe · 49' Benítez · 60' Gaixas | Municipal de Vilatenim · 250 espectadors · Edwar M. Gonzales Moreno · Daniel Luque Ortuño · Artur Argelés Garcia · |  |

| 28 gener 2018    | UE Vilassar de Mar | 0 – 2                               | UE Figueres                    | Vilassar de Mar |  |
| 12:00 Jornada 23 |                    | Mundo Deportivo L'Esportiu Acta FCF | 58' Pimentel · 63' Bonaventura | Estadi Municipal Xevi Ramon · 150 espectadors · Gonzalo Romero Freixas · Àlex López Kassem · Xavier Velasco Recasens · |  |

| 4 febrer 2018    | UE Figueres | 1 – 1                               | Cerdanyola del Vallès FC | Figueres |  |
| 12:00 Jornada 24 | Canal 12'   | Mundo Deportivo L'Esportiu Acta FCF | 6' Albert L.             | Municipal de Vilatenim · 250 espectadors · Bruno Montoro Ferreiro · Rubén Serra Sanz · Brahim Ben Khay Ait Khayi · |  |

| 11 febrer 2018   | Terrassa FC | 1 – 0                               | UE Figueres | Terrassa |  |
| 17:00 Jornada 25 | Daisuke 89' | Mundo Deportivo L'Esportiu Acta FCF |             | Estadi Olímpic de Terrassa · 500 espectadors · Rubén Mancera Antón · Abdelaziz Ajdir Lanti · Bernat Pedrol Vozmediano · |  |

| 18 febrer 2018   | UE Figueres           | 2 – 2                               | CF Gavà                     | Figueres |  |
| 16:30 Jornada 26 | Ferrón 32' · Pons 63' | Mundo Deportivo L'Esportiu Acta FCF | 14' Sani · 89' (p.p.) Canal | Municipal de Vilatenim · 350 espectadors · Alejandro Fernández Pérez · Alejandro Aguayo Prieto · Efrem Méndez Peradalta · |  |

| 25 febrer 2018   | CE Europa   | 1 – 1                               | UE Figueres | Barcelona                                                                                               |  |
| 12:00 Jornada 27 | Pluvins 32' | Mundo Deportivo L'Esportiu Acta FCF | 65' Ferrón  | Nou Sardenya · 550 espectadors · Joel Luceño Soriano · Pavel Fernández García · Bruno Córdoba Sánchez · |  |

| 4 març 2018      | UE Figueres | 1 – 0                               | AE Prat | Figueres |  |
| 16:30 Jornada 28 | Molist 89'  | Mundo Deportivo L'Esportiu Acta FCF |         | Municipal de Vilatenim · 250 espectadors · Carlos Albelda Bárcena · Guillem Parera Gaspar · Max Elias Van Esso Castellet · |  |

| 11 març 2018     | CE L'Hospitalet | 0 – 1                               | UE Figueres | L'Hospitalet de Llobregat |  |
| 12:00 Jornada 29 |                 | Mundo Deportivo L'Esportiu Acta FCF | 33' Canal   | Estadi Olímpic Municipal de la Feixa Llarga · 275 espectadors · Josep Ollé Lladó · Mariona Peralta Geis · Josep Maria Santiago Vicente · |  |

| 18 març 2018     | UE Figueres          | 2 – 1                               | CF Reus Deportiu B | Figueres                                                                                              |  |
| 16:30 Jornada 30 | Feixas 2' · Pons 21' | Mundo Deportivo L'Esportiu Acta FCF | 84' Fabra          | Municipal de Vilatenim · 300 espectadors · Brian Díaz Díaz · Pol Torin Bagen · Daniel Ligero García · |  |

| 25 març 2018     | UE Castelldefels | 0 – 0                               | UE Figueres | Castelldefels                                                                                                 |  |
| 12:00 Jornada 31 |                  | Mundo Deportivo L'Esportiu Acta FCF |             | Municipal Els Canyars · 300 espectadors · Joan Masip Vidal · Pablo de la Iglesia Muñoz · Eduardo Prats Poch · |  |

| 29 març 2018     | FC Santboià   | 1 – 2                               | UE Figueres   | Sant Boi de Llobregat                                                                                                  |  |
| 20:30 Jornada 32 | Revidiego 23' | Mundo Deportivo L'Esportiu Acta FCF | 12' 50' Canal | Estadi Municipal Joan Baptista Milà · 275 espectadors · Pol Godia Solé · Arnau Capdevila Espitia · Edgar Silva Zucar · |  |

| 8 abril 2018     | UE Figueres         | 2 – 1                               | Santfeliuenc FC  | Figueres |  |
| 12:00 Jornada 33 | Bonaventura 15' 21' | Mundo Deportivo L'Esportiu Acta FCF | 67' (p.) Fuentes | Municipal de Vilatenim · 275 espectadors · Àlex Gómez Meneses · Sergio Manjón Villazala · David Barón Ajenjo · |  |

| 15 abril 2018    | CF Pobla de Mafumet | 1 – 2                               | UE Figueres                       | La Pobla de Mafumet |  |
| 12:00 Jornada 34 | Chakroun 44'        | Mundo Deportivo L'Esportiu Acta FCF | 65' (p.) Ferrón · 72' Bonaventura | Estadi Municipal de La Pobla de Mafumet · 250 espectadors · Yeray Fermosell Pérez · Adrià De la Fuente Domingo · Petroslav Toshkov Petrov · |  |

| 22 abril 2018    | UE Figueres | 1 – 1                               | RCD Espanyol B | Figueres |  |
| 16:30 Jornada 35 | Torres 40'  | Mundo Deportivo L'Esportiu Acta FCF | 28' López      | Municipal de Vilatenim · 600 espectadors · Jaume Gibert González · Carlos López Buendía · Ylenia Sánchez Miguel · |  |

| 28 abril 2018    | FC Ascó  | 1 – 1                               | UE Figueres  | Ascó |  |
| 18:00 Jornada 36 | Guiu 74' | Mundo Deportivo L'Esportiu Acta FCF | 62' Muntadas | Municipal d'Ascó · 150 espectadors · Juan Manuel Martín Varas · Alejandro Peralta Pino · Albert Garcia Bernabeu · |  |

| 6 maig 2018      | UE Figueres | 0 – 1                               | EC Granollers | Figueres |  |
| 12:00 Jornada 37 |             | Mundo Deportivo L'Esportiu Acta FCF | 85' Gyabaa    | Municipal de Vilatenim · 250 espectadors · Carlos Rodríguez Enrique · José M. Rodríguez Enrique · Guillem Juangran Muela · |  |

| 13 maig 2018     | UE Sant Andreu            | 2 – 1                               | UE Figueres | Barcelona |  |
| 12:00 Jornada 38 | Carroza 39' · Alcover 78' | Mundo Deportivo L'Esportiu Acta FCF | 24' Ferrón  | Municipal Narcís Sala · 1.100 espectadors · Gonzalo Romero Freixas · Jesús Gimeno Solans · Josep Maria Santiago Vicente · |  |

## Classificació
| Pos. | Equip                    | J  | G  | E  | P  | GF | GC | DG  | pts. |
| --- | ------------------------ | -- | -- | -- | -- | -- | -- | --- | ---- |
| 1r | RCD Espanyol B           | 38 | 27 | 9  | 2  | 74 | 25 | +49 | 90   |
| 2n | UE Sant Andreu           | 38 | 19 | 14 | 5  | 61 | 24 | +37 | 71   |
| 3r | CE L'Hospitalet          | 38 | 21 | 8  | 9  | 61 | 31 | +30 | 71   |
| 4t | Terrassa FC              | 38 | 17 | 13 | 8  | 60 | 38 | +22 | 64   |
| 5è | AE Prat                  | 38 | 18 | 9  | 11 | 57 | 35 | +22 | 63   |
| 6è | CF La Pobla de Mafumet   | 38 | 17 | 12 | 9  | 40 | 25 | +15 | 63   |
| 7è | FC Ascó                  | 38 | 15 | 15 | 8  | 47 | 41 | +6  | 60   |
| 8è | CE Europa                | 38 | 15 | 13 | 10 | 48 | 46 | +2  | 58   |
| 9è | FC Vilafranca            | 38 | 16 | 6  | 16 | 48 | 42 | +6  | 54   |
| 10è | UE Figueres              | 38 | 15 | 8  | 15 | 47 | 43 | +4  | 53   |
| 11è | UA Horta                 | 38 | 14 | 8  | 16 | 47 | 52 | -5  | 50   |
| 12è | Cerdanyola del Vallès FC | 38 | 13 | 9  | 16 | 35 | 43 | -8  | 48   |
| 13è | FC Santboià              | 38 | 11 | 15 | 12 | 35 | 37 | -2  | 48   |
| 14è | CF Reus Deportiu B       | 38 | 12 | 11 | 15 | 40 | 50 | -10 | 47   |
| 15è | Santfeliuenc FC          | 38 | 12 | 10 | 16 | 43 | 42 | +1  | 46   |
| 16è | UE Castelldefels         | 38 | 11 | 11 | 16 | 40 | 46 | -6  | 44   |
| 17è | EC Granollers            | 38 | 11 | 5  | 22 | 32 | 54 | -22 | 38   |
| 18è | Palamós CF               | 38 | 7  | 10 | 21 | 38 | 64 | -26 | 31   |
| 19è | CF Gavà                  | 38 | 4  | 9  | 25 | 28 | 87 | -59 | 21   |
| 20è | UE Vilassar de Mar       | 38 | 3  | 9  | 26 | 24 | 80 | -56 | 18   |
| En groc, els equips que disputaren la fase de promoció a Segona B, i en vermell, els que descendiren a Primera catalana. |                          |    |    |    |    |    |    |     |      |

## Estadístiques individuals
| Jugador                    | P. | T. | S. | M.   | G. | A. | TG | TV |
| -------------------------- | -- | -- | -- | ---- | -- | -- | -- | -- |
| David Aroca Cuatrecasas    | 35 | 35 | 0  | 3150 | 0  | 0  | 3  | 0  |
| Sergi Romero Moreno        | 35 | 33 | 2  | 3014 | 0  | 0  | 7  | 0  |
| Miquel Molist Solvas       | 33 | 32 | 1  | 2836 | 2  | 3  | 8  | 0  |
| Antoni Cunill Pérez        | 33 | 30 | 3  | 2739 | 1  | 0  | 8  | 1  |
| Pep Chavarría Pérez        | 33 | 23 | 10 | 1974 | 2  | 4  | 3  | 0  |
| Gil Muntadas Camprubí      | 32 | 29 | 3  | 2644 | 8  | 1  | 1  | 0  |
| Ricard Mercader Frigola    | 32 | 27 | 5  | 2539 | 3  | 1  | 9  | 0  |
| Xavier Ferrón Palau        | 32 | 26 | 6  | 2325 | 11 | 4  | 5  | 0  |
| Ferran Grau Suñé           | 31 | 30 | 1  | 2513 | 0  | 4  | 12 | 1  |
| Carles Puig Casanovas      | 30 | 21 | 9  | 1983 | 2  | 2  | 1  | 0  |
| Aleix Feixas Fàbrega       | 29 | 13 | 16 | 1472 | 3  | 0  | 3  | 0  |
| Albert Canal Bartrina      | 28 | 26 | 2  | 2256 | 4  | 0  | 9  | 0  |
| Eric Pimentel López        | 26 | 7  | 19 | 828  | 2  | 1  | 4  | 0  |
| Joan Pons Barrera          | 21 | 14 | 7  | 1186 | 2  | 2  | 4  | 0  |
| Ot Bofill Cabanas          | 20 | 20 | 0  | 1700 | 0  | 0  | 5  | 0  |
| David Payan Castillo       | 16 | 15 | 1  | 1235 | 0  | 0  | 4  | 0  |
| Daniel Gómez López         | 15 | 13 | 2  | 1063 | 1  | 1  | 5  | 0  |
| Marc Bonaventura Vallmajor | 13 | 8  | 5  | 600  | 4  | 0  | 2  | 0  |
| Eric Torres Rodríguez      | 11 | 6  | 5  | 642  | 1  | 0  | 2  | 0  |
| Pere Espuña Sánchez        | 11 | 4  | 7  | 487  | 0  | 1  | 0  | 0  |
| Jordi Hostench Casanova    | 5  | 3  | 2  | 286  | 0  | 0  | 2  | 0  |
| Joel Vilalta Vega          | 3  | 0  | 3  | 48   | 0  | 0  | 0  | 0  |
| Martí Bartrina Busquets    | 2  | 2  | 0  | 180  | 0  | 0  | 0  | 0  |
| Aleix Díaz Pujadas         | 1  | 1  | 0  | 90   | 0  | 0  | 0  | 0  |
| Víctor Valverde da Silva   | 1  | 0  | 1  | 25   | 0  | 0  | 0  | 0  |